# Metagonia bonaldoi
Metagonia bonaldoi är en spindelart som beskrevs av Huber 2000. Metagonia bonaldoi ingår i släktet Metagonia och familjen dallerspindlar. Inga underarter finns listade i Catalogue of Life.